# La Fille aux yeux gris
Pour plus de détails, voir Fiche technique et Distribution.
La Fille aux yeux gris est un film français réalisé par Jean Faurez et sorti en 1945.

## Synopsis
Catherine, fille d'un rebouteux, est amoureuse d'un jeune médecin. Les drames se succèdent dans le village.

## Fiche technique
- Titre : La Fille aux yeux gris
- Autre titre : Girl with Grey Eyes
- Réalisation : Jean Faurez
- Scénario : Maurice Cloche, Pierre Laroche, Jean-Paul Le Chanois
- Musique : Jean Wiener
- Montage : Suzanne de Troeye
- Son : André Le Baut, assisté de Guy Villette
- Société de production : B.C.M.
- Pays de production :  France
- Format : Noir et blanc - 1,37:1 - 35 mm - Son mono
- Genre : Drame
- Durée : 102 minutes
- Date de sortie : France - 28 novembre 1945
- Affiche : Roger Rojac (France)

## Distribution
- Nicolas Amato
- Edmond Beauchamp : Martin
- Paul Bernard : M. Henri
- Lucien Blondeau : Le père Christophe
- René-Jean Chauffard
- Eddy Debray
- Nicole Desailly
- Paul Frankeur : L'inspecteur de la Sûreté
- Claude Génia : Catherine dite L'Airelle
- Fernand Ledoux : Le docteur Renard
- Raymond Loyer
- Albert Montigny
- Robert Moor
- Françoise Morhange : Berthe Renard
- Line Noro : Mme Renard
- Jean Pâqui : Le docteur Claude Bernier
- Fernand René : Le maire